# Eberhard Christian Spöring
Eberhard Christian Spöring, död 26 april 1733 i Stockholm, var en svensk konrektor och tecknare. 
Han var gift med Elisabet Benedicta Burmeister och far till Herman Diedrich Spöring. Han var från 1698 fram till sin död konrektor vid Tyska skolan i Stockholm. Han omtalades som en stor kännare af Musiquen och Ritarekonsen och vid sidan av sitt arbete var han verksam som tecknare.  